# Horcajo (Zaragoza)
Horcajo u Orcajo, es un despoblado medieval situado en el actual término municipal de Villarroya de la Sierra, en la comarca de la Comunidad de Calatayud y en la provincia de Zaragoza, España.

## Descripción
Situado a cuatro leguas de Villarroya y perteneciente al partido judicial de Ateca, según Pascual Madoz, tan solo quedan los restos de la Torre de Horcajo.

## Historia
Se sabe que Juan II de Castilla, en 1448, tras haber destruido Torrijo de la Cañada, Horcajo, Monubles y Villalengua, se dirigió a Ateca dispuesto a conquistarla, pero desistió, por estar el castillo artillado.